# ジョン・ドライデン

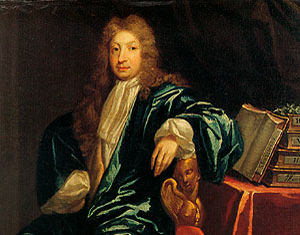
ジョン・ドライデン

ジョン・ドライデン（John Dryden、ユリウス暦1631年8月9日 - グレゴリオ暦1700年5月12日）は、イングランドの詩人、文芸評論家、劇作家。王政復古時代のイングランド文学を支配し、その時代が「ドライデンの時代」として知られるほど影響力の大きい人物であった。

## 前半生
ノーサンプトンシャー州オーンドル（Oundle）近郊のオールドウィンクル（Aldwinkle）村の、祖父が諸聖司祭を務めていた牧師館で生まれた。ピューリタン運動と議会を支援するジェントリであったエラズマスとメアリーのドライデン夫妻の間に生まれた14人兄弟の長男であった。少年時代を近くのティッチマーシュ（Titchmarsh）村で過ごし、この地で初等教育も受けたようである。1644年に王室奨学金学生（King's Scholar）としてウェストミンスター校に入学した。当時の校長は、カリスマ派の教師で非常に厳格な人物でもあったリチャード・バスビー博士であった。エリザベス1世によって再建されて間もない当時のウェストミンスター校は、王室主義やイングランド教会主義を奨励する様々な宗教的・政治的精神を内包していたが、ドライデンと同時代のジョン・ロックの穏やかな影響はまだ取り込まれていなかった。このことに対するドライデンの反応として、明らかに校長を尊敬しており、後に2人の息子をウェストミンスター校に入学させている。
人文学系のグラマースクールであったウェストミンスター校は、学生に修辞学と主張の発表についての訓練を行うカリキュラムをもっていた。この技術がドライデンの身に付き、後の著作や考え方（その多くからこれらの弁証法的な様子が見られる）に影響を及ぼした。ウェストミンスターのカリキュラムには週ごとの翻訳の課題もあり、これがドライデンの飲み込みの良さを作りだした。ウェストミンスターで過ごした時期はドライデンに何も起きなかったというわけではなく、詩が初めて出版されている。その詩は、学友が天然痘で亡くなったことに対する王党員的な雰囲気が感じられるエレジーであり、1649年1月30日に行われたチャールズ1世の処刑についてもほのめかされている。
1650年にドライデンはケンブリッジ大学トリニティ・カレッジに進学し、そこで子供時代の宗教的・政治的精神への回帰を経験したようである。トリニティ・カレッジの校長はピューリタンの牧師であるトマス・ヒルという人物で、ドライデンの故郷の村の教区司祭でもあった。ドライデンの学生時代には特徴的な情報はわずかしかないが、古典学・修辞学・数学の普通課程を学んだようである。1654年に彼はBA学位試験を受け、首席で卒業した。その年の6月に父が亡くなり、いくたりかの土地が遺された。多少の収入源にはなったが、居住するには不充分なものであった。
護国卿政さなかのロンドンに移り、クロムウェルの国務大臣であったジョン・サーローの同僚となった。この役職は、ドライデンの代理として彼の従兄弟のチェンバレン公ギルバート・ピッカリング卿が行使した影響の結果であるとされる。1658年11月23日に行われたクロムウェルの葬儀に出席し、ピューリタンの詩人であるジョン・ミルトンやアンドリュー・マーヴェルらとともに参列した。その後間もなく、最初の詩作「英雄的スタンザ」（Heroique Stanzas, 1658年）を発表した。これはクロムウェルの死に対する頌徳文で、その感情的表現が慎重になされている。1660年にドライデンは王政復古とチャールズ2世の帰還を、本式の王党派の頌徳文である「Astraea Redux」で祝福した。この詩において、空位期間は乱世として描写され、チャールズ2世は平和と秩序を復活させた人物として見られている。

## 後半生と仕事
王政復古の後、すぐに当時としては一流の詩人・文芸評論家となり、忠誠を誓う相手を新たな政府へと変えた。「Astraea Redux」に加えて、「神聖なる陛下へ：その即位に対する頌徳文 To His Sacred Majesty: A Panegyric on his Coronation」（1662年）と「わが大法官へ To My Lord Chancellor」（1662年）の2つの頌徳文で新しい政権を歓迎した。これらの詩は、宮廷が後援者になってくれる可能性に期待していたことを暗示しているが、その代わりに、貴族政治のためでなく出版業者、そして究極的には読者である公衆のための文筆業で生計を立てるようになった。これらの作品や彼のその他の非劇的な詩は特別な作品で、公的なイベントを祝う際のものである。これらの詩は個人のためよりもむしろ国のために書かれており、また桂冠詩人（彼は後にこの位につくことになる）は毎年このような詩を相当数書くことを強いられている。1662年11月に王立協会への参加を申込み、初期のフェローに選ばれた。しかし協会の活動の中では不活発であり、1666年に会費不払いのために除名されている。
1663年12月1日に王党派のロバート・ハワード卿の姉妹であるレディ・エリザベスと結婚した。ドライデンの作品は時折結婚状態に反発する感情の噴出を含むが、一方で結婚に対する祝福もまた同じように含んでいる。このように、彼の結婚の内面についてはほとんど知られていない。しかしレディ・エリザベスはドライデンとの間に3人の息子をもうけ、彼よりも長生きしたのである。
ピューリタンによる禁制が解けて劇場が再開されたことで、劇の製作で忙しい生活を送るようになった。1663年に上演された最初の劇「野生の色男 The Wild Gallant」は成功とは言えない結果に終わったが、更なる成功を収めるべき人物であり、1668年からは出資していた王立組合と、年に3作の劇を制作する契約を結んだ。1660年代から1670年代にかけて、劇場用作品の執筆が彼の主な収入源であった。王政復古時代の喜劇（Restoration comedy）の先導者で、最もよく知られた作品として「当世風の結婚 Marriage A-la-Mode」（1672年）がある。また、英雄的悲劇や定型の悲劇も同様に先導しており、この分野での最大の成功作は「すべて恋ゆえに All For Love」（1678年）である。ドライデンは決して自分の劇場用作品に満足することはなく、しばしば自分の才能がくだらない観衆のために浪費されているとほのめかしている。そのため、彼は劇場外で詩によって名を成そうと努力した。1667年、劇作家としての仕事が始まったのと同時期に、1667年に発表した叙事詩「驚異の年」で、優れた詩人として名声を高め桂冠詩人（1668年）と王室歴史家（1670年）を獲得する。
1665年ペスト大流行のため劇場が閉鎖されると、ドライデンはウィルトシャーに避難し、この地で彼が書いた「Of Dramatick Poesie」（1668年）は彼の非体系的な序文・詩の中でおそらく最高のものであろうとされる。ドライデンは常に自分の文学的手腕を守り続けており、批評的作品の中でも最長の作品である「Of Dramatick Poesie」は、4人の人物–それぞれがかれと同時代の優れた人物を元にしており、自身は「ネアンダー」（Neander）として登場する–が古典・フランス・イギリス劇の長所について議論するという対話の形式をとっている。彼の批評的作品の大部分は彼が議論することを望んでいた問題を提起し、自身のアイデアについて強い意見を持ち、独立した精神をもった作家の作品というものを見せてくれる。詩人と伝統や創造的過程との関係について強い考えがあり、英雄劇の中でも最高の作品とされる「アウラングゼーブ」（1675年）は、真面目な劇に韻を用いることを弾劾するプロローグをもつ。「アウラングゼーブ」のすぐ後に製作した劇である「すべて恋ゆえに」は無韻詩が用いられている。
最大の功績は風刺詩の分野にあった：桂冠詩人であった時期のより個人的な作品である英雄を茶化した作品「マクフレクノー MacFlecknoe」は、写本の形で広まった風刺詩で、劇作家トマス・シャドウェルを攻撃する作品であった。これは風刺作品にありがちな人を見下すような形式ではなく、むしろ彼の作品を、予期せぬ事であったが、滑稽さを詩へと変える手段として偉大なものとしたのである。この風刺詩の流れは、「アブサロムとアキトフェル Absalom and Achitophel」（1681年）や「メダル The Medal」（1682年）へと続いた。この時期の彼の作品でほかに有名なものとしては、英国国教会の一員であるという立場から書かれた宗教詩「平信徒の宗教 Religio Laici」（1682年）がある。また彼は『プルターク英雄伝 Parallel Lives』の1683年の編集によってイギリスの読者達に伝記（biography）という言葉を紹介し、また「牝鹿と豹 The Hind and the Panther」（1687年）では彼自身のローマ・カトリックへの帰依を祝福している。
1688年にジェームズ王が退位すると、ドライデンの政治・宗教的精神は宮廷で認められなくなっていった。トマス・シャドウェルが桂冠詩人の座を彼から引き継ぎ、個人の役目と、自分の執筆による収入で生活することを放棄せざるを得なくなった。ホラティウス、ユウェナリス、オウィディウス、ルクレティウス、テオクリトスらの作品を翻訳したが、これは劇場用作品の執筆と比べると満足にはほど遠い仕事であると彼は感じていた。1694年に彼は、翻訳家としては最も大がかりで明確な作品である「ウェルギリウス作品集 The Works of Virgil」の製作を始めた（この作品は1697年に寄付金によって出版された）。ウェルギリウスの作品の翻訳が出版されることは国家的な出来事で、ドライデンには合計1,400ポンドが渡された。彼の最後の翻訳作品は書物「古代・近代寓話 Fables Ancient and Modern」（1700年）内に見受けられる。この本はホメロス、オウィディウス、ボッカッチョといった人物のエピソードや、ドライデン自身の詩がちりばめられたジェフリー・チョーサー作品の近代的翻案などの作品集である。この「寓話」の「序文」は、批評作品として有名なものであり、英文で書かれた最もすばらしいエッセイであると見なされている。批評家および翻訳家として、彼は古言語で書かれた文学作品を英語圏の読者が読めるようにする上で欠かせない人物であった。
1700年に逝去。ウェストミンスター寺院に埋葬された。詩人としての影響は生前には計り知れないほど大きく、彼の死によりイギリス文学界が受けた損失は、その影響を受けたエレジーからも明白に見て取れる。18世紀には、彼の詩はアレキサンダー・ポープやサミュエル・ジョンソンといった詩人たちにモデルとして用いられた。19世紀になると彼の評判は衰え、今なお専門家の環の外から完全に元の位置に戻されてはいない。彼の最大の擁護者の一人であるT・S・エリオットは、ドライデンが「18世紀の最もすばらしい詩のほぼ全ての祖」であり、「我々はドライデンを完全に楽しむことなくしては、数百年の歴史をもつイギリスの詩を完全に楽しむ、あるいは正しく評価することは出来ない」と書いている。

## 主な作品
- Astraea Redux （1660年）
- インドの皇帝 The Indian Emperor （悲劇、1665年）
- 驚異の年 Annus Mirabilis （詩、1667年）
- テンペストThe Tempest （喜劇、1667年） ウィリアム・ダヴナントとの共作、ウィリアム・シェイクスピアの「テンペスト」の翻案。
- An Essay of Dramatick Poesie （1668年）
- An Evening's Love （喜劇、1669年）
- Tyrannick Love （悲劇、1669年）
- 当世風の結婚 Marriage A-la-Mode （1672年）
- アンボイナ Amboyna (play)or the Cruelties of the Dutch to the English Merchants（悲劇、1673年）アンボイナ事件を題材とした悲劇
- グラナダの征服 The Conquest of Granada （1670年）
- すべて恋ゆえに All for Love （1677年）
- オイディプス Oedipus （1679年）
- アブサロムとアキトフェル Absalom and Achitophel （1681年）
- マクフレクノー MacFlecknoe
- メダル The Medal （1682年）
- 平信徒の宗教 Religio Laici （1682年）
- 牝鹿と豹 The Hind and the Panther （1687年）
- アンフィトリオン Amphitryon （1690年）
- ドン・セバスチャン Don Sebastian （1690年）
- ウェルギリウス作品集 The Works of Virgil （1697年）
- 古代・近代寓話 Fables, Ancient and Modern （1700年）

### オペラの台本
- The State of Innocence (1677年)
- Albion and Albanius (1685年)
- ヘンリー・パーセル作曲のアーサー王 (1691)